# Hyperplatys californicus
Hyperplatys californicus es una especie de escarabajo longicornio del género Hyperplatys, tribu Acanthocinini, subfamilia Lamiinae. Fue descrita científicamente por Casey en 1891.
El período de vuelo de la especie se presenta durante los meses de mayo, junio y julio.

## Descripción
Mide 5-8 milímetros de longitud.

## Distribución
Se distribuye por Estados Unidos.